# O tempora, o mores!
O tempora, o mores! је латинска фраза која се дословно преводи као "О времена, о обичаји!", а први пут забележено да ју је изговорио Цицерон. Природнији, али ипак прилично буквални, превод је „Ох која времена! О какви обичаји!“; уобичајен идиоматски превод на енглеском је „Срамота за ово доба и његове изгубљене принципе!“, настао од класицисте Чарлса Дјука Јонге. Оригинална латинска фраза се често штампа као O tempora, o mores!, са додатком узвичника, који се не би користили у латиници писаној у Цицероново време.

Ову фразу је римски говорник Цицерон употребио у четири различита говора, од којих је најранији био његов говор против Вереса 70. пре Христа. Најпознатији пример је, међутим, у другом параграфу његове Прве речи против Катилине, говора одржаног 63. пре Христа, када је Цицерон био конзул (римски шеф државе), осуђујући свог политичког непријатеља Катилину. У овом одломку, Цицерон га користи као израз свог гађења, да жали због жалосног стања Римске републике, у којој је грађанин могао ковати заверу против државе, а да по његовом мишљењу за то не буде адекватно кажњен. Дотични одломак гласи:
O tempora, o mores! Senatus haec intellegit, Consul videt; hic tamen vivit. vivit? immo vero etiam in Senatum venit, fit publici consili particeps, notat et designat oculis ad caedem unum quemque nostrum!

О времена! О oбичаји! Сенат разуме ове ствари, Конзул их види; ипак овај човек још увек живи. Он живи? Заиста, долази чак и у Сенат, учествује у јавној расправи, бележи и маркира очима свакога од нас за клање!— Cic. Catil. 1.1.2 (латински)
Цицерон је фрустриран што, упркос свим доказима који су прикупљени против Катилине, који је планирао да збаци римску владу и убије самог Цицерона, и упркос чињеници да је Сенат дао свој senatus consultum ultimum, Катилина није ипак погубљен. Цицерон наставља да описује различита времена кроз римску историју у којима су конзули сматрали за сходно да погубе заверенике са мање доказа, у једном случају – случај када је бивши конзул Луције Опимије убио Гаја Грака  – само на основу quasdam seditionum suspiciones: „пуке сумње у незадовољство“.